# 大明会典
『大明会典』（だいみんかいてん）は、中国明代の法律のひとつである。
洪武26年（1393年）、明の洪武帝が『唐六典』に倣って制定した。孝宗の弘治10年（1497年）、歴代の典制がまとまっておらず相互に食い違いがあり、運用が難しいのを見て、詔して編集させた。これは弘治15年（1502年）に完成している。武宗の正徳年間に重校して刊行した。神宗の万暦4年（1576年）に重修し、万暦15年（1587年）2月に完成した。これを『重修会典』と言う。共に228巻となった。
『大明会典』は、六部の官職を中心として、各行政機関の職掌と実例を記述している。一官職ごとに、まず関係する法律を記載し、事例を載せている。該当する法令が無い場合は、事例のみを載せている。
その内容、性質などからみると、国家の各レベルの行政機関や職責の行政を調整する法典であった。

## 参考資料
- 蒲堅著『中国法制史』中央広播電視大学出版社、2006年10月版、ISBN 7-304-02441-0 / D209、第十章